# Monika Hájková
Monika Hájková, née le 14 avril 1977, est un mannequin et actrice pornographique tchèque. Ses surnoms sont : Kathy Mass, Monique, Monika Hajkova, Katty Mass, Monica Miller.

## Biographie
Elle a fait des études d'économie, et a commencé à poser comme modèle vers 1994. Elle a été "Pet of the Month" de Penthouse en octobre 2002, puis dans des films mais toujours dans des scènes avec des partenaires féminines. Elle a mis un terme à son activité en 2003.

## Filmographie partielle
1. Czech Girls 2 (HotBody)
2. Deep Inside Dirty Debutantes 17 (Ed Powers)
3. Hot Encores 2 (HotBody)
4. Malibu Miniskirt Finals (HotBody)
5. Monika's Foot Tease (jbvideo)
6. Monika's Stocking Tease (jbvideo)
7. More Dirty Debutantes 70 (Ed Powers)
8. More Dirty Debutantes 71 (Ed Powers)
9. The Underwear Affair (HotBody)